# Henry More
Henry More (Grantham, 1614 – Cambridge, 1687) è stato un filosofo britannico appartenente alla scuola platonica di Cambridge.

## Biografia
Figlio di genitori calvinisti, entrò nel 1631 al Christ's College come studente, divenendone poi fellow (lo rimarrà fino alla morte nel 1687). Con Ralph Cudworth fu il più celebre rappresentante del platonismo di Cambridge, corrente filosofica ispirata alla riscoperta di Platone filtrata attraverso il Rinascimento italiano, ma anche alla più antica Qabbalah.
Inizialmente ammiratore di Cartesio, ne divenne in seguito oppositore. Secondo More, l'assunto di Cartesio secondo cui nell'uomo c'è una sostanza immateriale, la res cogitans, che interagisce con una materiale, la res extensa, era inintellegibile poiché non si comprendeva il meccanismo che fondava questa compartecipazione. Più grave ancora era il corollario che derivava da questo assunto: come poteva essere Dio al contempo onnipresente nel mondo fisico e inesteso? La presenza, infatti, sottende sempre l'estensione. Per risolvere questa situazione, More teorizzò che l'estensione fosse una caratteristica di tutte le sostanze e non della sola materia, cioè che fosse un attributo sia delle sostanze materiali che immateriali. Da qui la concezione che tutto occupa uno spazio, compresi l'anima e i sentimenti.
More definì lo spazio come indivisibile, eterno ed infinito, duratura rappresentazione della potenza di Dio. La proprietà fondamentale che More tuttavia introduce per definire lo spazio vuoto è la penetrabilità: quest'ultima lo differenzia dall'estensione materiale che è invece impenetrabile.
More inoltre ricondusse l'intera dimensione fisica (compresi malattie e indisposizioni) a quella spirituale (attinente alla magia e alla Qabbalah). Elaborò l'etica della facultas boniformis, attitudine che regolava i rapporti tra intelletto e sfera affettiva, spingendo quest'ultima ad agire.

## Opere
- Democritus Platonissans, 1646.

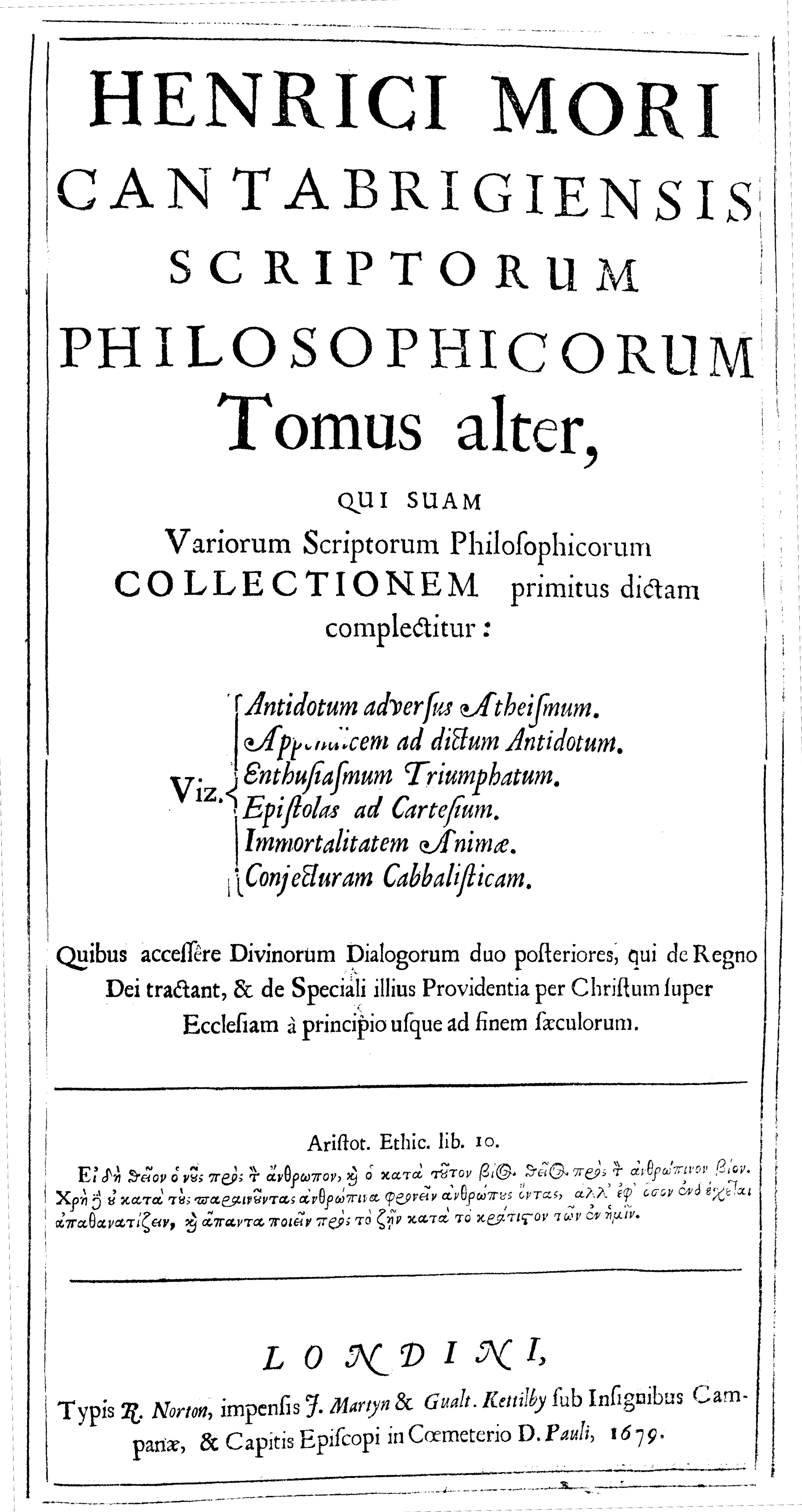
Opera omnia, 1679

- Observations upon Anthroposophia Theomagica and Anima Magica Abscondita by Alazonomastix Philalethes, 1650.
- The Second Lash of Alazonomastix 1651.
- An Antidote against Atheism, or an Appeal to the Naturall Faculties of the Minde of Man, whether there be not a God, 1653.(in questa opera vi è anche un accenno alla figura del vampiro)
- Conjectura Cabbalistica ... or a Conjectural Essay of Interpreting the Minde of Moses, according to a Threefold Cabbala: viz. Literal, Philosophical, Mystical, or Divinely Moral, 1653; dedicato a Ralph Cudworth.
- Enthusiasmus Triumphatus, or a Discourse of the Nature, Causes, Kinds, and Cure of Enthusiasme; written by Philophilus Parrasiastes, and prefixed to Alazonomastix his Observations and Reply, &c., 1656.
- The Immortality of the Soul, so farre forth as it is demonstrable from the Knowledge of Nature and the Light of Reason, 1659.
- An Explanation of the Grand Mystery of Godliness; or a True and Faithful Representation of the Everlasting Gospel of our Lord and Saviour Jesus Christ, 1660.
- A Modest Enquiry into the Mystery of Iniquity, and an Apologie, &c., 1664.
- Enchiridion Ethicum, praecipua Moralis Philosophiae Rudimenta complectens, illustrata ut plurimum Veterum Monumentis, et ad Probitatem Vitae perpetuo accommodate, 1667, 1668, 1669, 1695, 1696, and 1711.
- Divine Dialogues, containing sundry Disquisitions and Instructions concerning the Attributes of God and His Providence in the World, 1668.
- An Exposition of the Seven Epistles to the Seven Churches; Together with a Brief Discourse of Idolatry, with application to the Church of Rome., 1673.
- Enchiridion Metaphysicum: sive, de rebus in- corporeis succincta et luculenta dissertati; pars prima, 1671.
- Apocalypsis Apocalypseos; or the Revelation of St. John the Divine unveiled: an exposition from chapter to chapter and from verse to verse of the whole Book of the Apocalypse, 1680.
- A Plain and continued Exposition of the several Prophecies or Divine Visions of the Prophet Daniel, which have or may concern the People of God, whether Jew or Christian, &c., 1681.
- A Brief Discourse of the Real Presence of the Body and Blood of Christ in the Celebration of the Holy Eucharist

### Edizioni
- (LA) Henry More, [Opere]. 2, Londini, Gualterus Kettilby, 1679. URL consultato il 29 giugno 2015.